# 渚小公園
渚小公園（なぎさしょうこうえん）とは、静岡県熱海市渚町にある公園。

## 概要
渚町エリア中の初川と和田川の間に所在し、「渚中通り（サンロード）」の南の突き当たりに位置する公園であり、道路を挟んで東向にある親水公園の「渚デッキ」（第3工区）と、ペデストリアンデッキ（幅広歩道橋）で結ばれている。
北部から西部の通路沿いにあたみ桜が植えられており、名所の１つとなっている。
また、来宮神社の例大祭「こがし祭」の御神幸行列（7月16日）では、渚小公園は「御神地」として奉祝神賑行事（鹿島踊・神女神楽・浦安の舞）が行われる。

## 構成
- 遊具 - 北部
- ペデストリアンデッキ - 中央横断
  - トイレ - デッキ下
  - エレベーター - デッキ南脇
- パーゴラ - 南部

## イベント
- 来宮神社例大祭「こがし祭」御神幸行列 奉祝神賑行事（鹿島踊・神女神楽・浦安の舞） - 7月16日[2][3][4]。
- 日曜朝市 - 第2・4日曜日（7時〜10時）[5][6]。

## 沿革
- 2009年（平成21年）4月24日 - 親水公園第3工区（渚デッキ・ペデストリアンデッキ含む）完成[7]。
- 2015年（平成27年）4月2日 - 新遊具設置[7]。